# Björn Bohman
Björn Bohman, född 18 juni 1962, är en svensk tidigare handbollsspelare. Han gjorde totalt 1 176 mål i högsta serien (nuvarande Handbollsligan) för klubbarna IF Guif och Irsta HF. Han spelade elva landskamper och gjorde 16 mål för Sveriges landslag, 1985–1986. Han var med i truppen vid VM 1986 i Schweiz då Sverige kom på fjärde plats.

## Klubbar
- IF Guif (–1988)
- Irsta HF (1988–1991)[2]
- IF Guif (1991–1996?)[3]